# ناوشکن سبک پراجکت
ناوشکن سبک پراجکت (به انگلیسی: Australian light destroyer project) یک کشتی است که طول آن ۴۲۵ فوت (۱۲۹٫۵ متر) می‌باشد.